# Stanošina
Stanošina este o localitate din comuna Podlehnik, Slovenia, cu o populație de 164 de locuitori.